# Успенский Брусенский монастырь
Успе́нский Бру́сенский монастырь — женский монастырь Коломенской епархии Русской православной церкви на территории Коломенского кремля в Коломне. Основан в 1552 году. До 1620-х годов был мужским.

## История
Монастырь основан в 1552—1554 годах при каменной церкви в честь Успения Пресвятой Богородицы в Коломенском кремле и изначально был мужским. Строительство этой церкви, возможно, на месте деревянной, датируется 1552 годом.
Большинство историков считают, что название «Брусенский» происходит от слова «брусенный», то есть деревянный брус, так как изначала монастырские кельи, а также, вероятно, первоначальный деревянный Успенский храм были сооружены из квадратных в сечении брусьев. По преданию, первыми насельниками монастыря были участники казанского похода. 
В Смутное время он сильно пострадал и был восстановлен в 1620-х годах как особножительный женский. В это время Успенский храм с северной и западной сторон был обнесён галереями. В 1698 году сгорели все монастырские строения, кроме Успенского храма, к которому вскоре была пристроена трапезная с приделом святителя Иоанна Златоуста. 
В 1760-х годах над трапезной Успенской церкви, на втором этаже, был устроен придел в честь Казанской иконы Божией Матери. В 1764 году необщежительный монастырь был отнесён к 3-му низшему классу. В конце XVIII века была сооружена надвратная трехъярусная колокольня.
В 1820-х годах из кирпича и бута разобранных стен кремля была построена монастырская ограда с башнями по проекту Казакова М. Ф. в стиле русской готики. В 1849 году при игуменьи Олимпиаде было закончено строительство западного келейного корпуса, заложен в кирпиче северный корпус (1849—1850 года). К северу от церкви Успения был построен двухэтажный настоятельский корпус (1850—1851 года).
В 1852—1855 годах в монастыре был возведён Крестовоздвиженский собор с приделами в честь Казанской иконы Божией Матери и святителя Иоанна Златоуста, освящённый в 1858 году. Проект разрабатывал архитектор А. С. Кутепов, однако департамент проектов и смет признал его «неудовлетворительным по неблаговидности фасадов». Был признан проект В. Е. Моргана, который оставил план без изменений, но переработал фасады. Этот проект и был реализован с некоторыми отклонениями. 
В 1881—1883 годах была произведена реставрация Успенской церкви. Вместо её обветшавших приделов была построена трапезная, соединенная с двухэтажной кирпичной больницей-богадельней.
В 1920 году были закрыты храмы монастыря. В 1922 году обитель окончательно ликвидировали. Успенская церковь была превращена в овощной склад. В 1932 году было уничтожено шатровое пятиглавие Крестовоздвиженского собора, в 1939 году — колокольня. Почти все кельи были проданы частным лицам, но несколько сестёр жили в монастыре до 1970-х годов. Во время Великой Отечественной войны в Крестовоздвиженском соборе было бомбоубежище, а затем – склад.  
В 1970-х годах под руководством С. П. Орловского проведена реставрация Успенской церкви, в результате которой ей возвращён первоначальный облик (кокошники и другие элементы). В советское время считалось, что «поздние постройки, в том числе Воздвиженский собор…, значительного художественного интереса не представляют».
В 1991 году в Успенском храме открылся филиал Коломенского краеведческого музея «Шатровое зодчество Подмосковья». В 1989—1991 годах были разобраны остатки колокольни и рухнувшая часть монастырской ограды, на территории обители устроили теннисные корты.  
В 1997 году монастырь был возобновлён. В трапезной части Успенского храма были восстановлены приделы Казанской иконы Божией Матери и святителя Иоанна Златоуста. В 2005—2007 годах проводились реставрационные работы в Крестовоздвиженском соборе по воссозданию его шатрового завершения и реставрации фасадов. По состоянию на 2009 год, в монастыре живут 5 монахинь и 5 послушниц.

## Здания

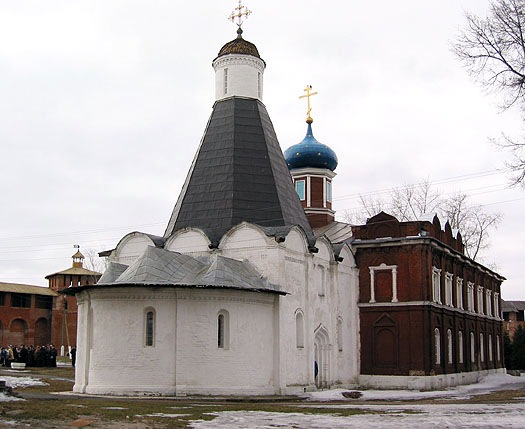
Успенская церковь

- Шатровый храм Успения Пресвятой Богородицы, построенный в 1552 году по повелению Ивана Грозного, вероятно, в честь взятия Казани. Храм относится к памятникам раннего шатрового зодчества. Особенностью его архитектуры является отсутствие восьмерика, в результате чего шатер храма опирается непосредственно на четверик. Прясла стен четверика завершены кокошниками, скрывающими его переход к шатру. Согласно историку Мазурову А. Б., Успенский храм «можно считать едва ли не наиболее ранним шатровым храмом, получившим традиционную трехчастную апсиду»[1]. В трапезной части храма имеются два придела: Казанской иконы Божией Матери и святителя Иоанна Златоуста[2].
- Собор Воздвижения Животворящего Креста Господня, построенный в 1852—1855 годах. Собор является образцом стиля эклектики, сочетающего приемы классицизма и псевдорусского стиля. Это четырехстолпный квадратный в плане храм крестово-купольного типа, имеющий три апсиды. Фасады разделены на прясла с помощью парных полуколонн в стиле XVII века. Наличники имитируют формы московского барокко. Краснокирпичные стены собора контрастируют с его многочисленными белокаменными деталями[1].
- Западный келейный корпус (1849 год), северный корпус (1849—1850 года), двухэтажный настоятельский корпус (1850—1851 года)[2].
- Монастырская ограда, сооруженная в 1820-х годах в стиле псевдоготики и ампира с 4 башнями и 2 воротами. Круглые в плане башни имеют 2 яруса и увенчаны каменными шпилями, украшенные белокаменными стрельчатыми арками, медальонами и звёздами[1].

## Святыни
Все святыни монастыря находятся в Успенском храме:
- Список Казанской иконы Божией Матери. Оригинал иконы утрачен в советское время. В ноябре 2003 года коломенский историк Мазуров А. Б. обнаружил в одном из петербургских архивов копию иконы Казанской Божией Матери из Брусенского монастыря, выполненную масляными красками на картоне. Местный иконописец воссоздал утраченный образ Божией Матери[2]. Предание сообщает, что оригинал иконы представляет один из первых и раннейших списков с подлинной явленной Казанской иконы[7].
- Икона «Святые новомученицы и исповедницы Брусенского монастыря». На иконе изображены в рост слева направо в верхнем ряду: преподобноисповедницы Вера, Антонина и Мария; слева направо в нижнем ряду: преподобномученицы Ксения, Мария, Матрона и Анна.
- Список иконы Божией Матери «Неупиваемая Чаша».
- Икона святителя Филарета, митрополита Московского с частицей мощей.
- Икона святителя Димитрия, митрополита Ростовского с частицей мощей.
- Икона священномученика Григория (Лебедева), епископа Шлиссельбургского.
- Икона священномученика Иоанна (Парусникова)[8].

## Настоятельницы с 1997 года
- Игумения Анастасия (Печёнкина) (1997 — 13 февраля 2011)[9] .
- Игумения Георгия (Семукова) (22 марта 2011 — 26 декабря 2012)[10].
- Игумения Екатерина (Варфоломеева) (с 26 декабря 2012)[11].